# フレシエル・スタディオン
フレシエル・スタディオン (Freethiel Stadion)は、ベルギーのオースト＝フランデレン州、ベフェレン(en)にある多目的スタジアム。KSKベフェレンがのホームスタジアムとなっている。